# Филисово (Родниковский район)
Фи́лисово — село в Родниковском районе Ивановской области России. Административный центр Филисовского сельского поселения.

## География
Село расположено в восточной части Родниковского района, в 13 км от районного центра города Родники и в 60 км от областного центра Иванова. Через село протекает река Возополь.

### Климат
Климат умеренно континентальный. Среднегодовая температура воздуха составляет 3,1 °C. Среднемесячные температуры колеблются от −11,9 °C в январе до +18,3 °C в июле. Абсолютный минимум температуры достигал −46 °C, абсолютный максимум — +36 °C.
Безморозный период в среднем длится 126 дней. Период с температурой воздуха выше 0 °C составляет 212 дней.

## История

### Древняя история и Средневековье
По данным археологических раскопок, на месте современного села в XI—XIV веках существовало славянское селище. В ходе исследований были обнаружены обломки глиняной посуды с линейным и волнистым орнаментом, железные ножи и другие предметы быта.
Первое документальное упоминание о церквях в Филисове относится к 1547 году, когда здесь уже действовали Троицкий храм и храм Введения Богородицы. По предположению историка А. Ю. Кабанова, во второй половине XVI века в селе мог существовать монастырь, куда после смерти царевича Ивана Ивановича была сослана и пострижена в монахини его вдова Елена Шереметева.

### XVII—XIX века
В XVII веке село принадлежало боярину Борису Морозову, воспитателю царя Алексея Михайловича, а затем перешло в собственность государства. В конце XVII века Филисово было пожаловано в вотчину Артемию Волынскому, сподвижнику Петра I и потомку героя Куликовской битвы Дмитрия Боброка-Волынского.
После казни Волынского в 1740 году его имения, включая усадьбу Батыево близ Филисова, были конфискованы. При Елизавете Петровне они были возвращены его дочери Марии Артемьевне, которая вышла замуж за графа Ивана Илларионовича Воронцова. На его средства в 1766 году в селе был построен каменный Введенский храм. В начале XIX века была возведена четырёхъярусная колокольня. В 1,5 км от села, в усадьбе Батыево, Воронцов построил главный усадебный дом в стиле классицизм.
К концу XIX века Филисово стало крупным торговым селом, насчитывавшим 68 дворов с населением 235 мужчин. Ежегодно 26 сентября проводилась Богословская ярмарка, торговый оборот которой достигал 3235 рублей серебром. В 1867 году в селе было открыто земское училище.

### Советский период
После установления советской власти в 1928 году в Филисове было организовано товарищество по совместной обработке земли, на основе которого был создан колхоз «Факел». В начале 1930-х годов в ходе массовой коллективизации несколько зажиточных семей были раскулачены и высланы. В 1950 году мелкие хозяйства были объединены в укрупнённый колхоз имени Калинина, к которому в 1960 году присоединился колхоз имени Чапаева (деревня Гари).
В годы Великой Отечественной войны 328 жителей Филисовского сельсовета погибли на фронте. Уроженцу села лётчику Михаилу Ильичу Шилову было посмертно присвоено звание Герой Советского Союза. 23 сентября 1941 года в бою под Одессой он направил свой подбитый самолёт на скопление вражеской техники. В 1968 году в селе был открыт обелиск в память о погибших воинах.
В 1946 году верующим была возвращена Введенская церковь, закрытая в 1930-е годы. После закрытия Николо-Тихонова монастыря в Филисово была перенесена чудотворная икона Тихона Лухского.

## Население
| 1872 | 1897 | 1907 | 2002 | 2010 |
| ---- | ---- | ---- | ---- | ---- |
| 549  | ↗641 | ↗663 | ↘555 | ↘538 |

## Инфраструктура
В селе функционируют средняя общеобразовательная школа с дошкольным отделением, сельский дом культуры, библиотека и участковая больница. Через реку Возополь построен железобетонный мост. Водоснабжение осуществляется от артезианских скважин.

## Объекты культурного наследия
Ансамбль Введенской церкви (1766—начало XIX века) — включает летний храм, зимний храм Рождества Христова (1807), колокольню и ограду. Памятник архитектуры федерального значения.
Ильинская (кладбищенская) церковь (вторая половина XIX века) — расположена на сельском кладбище, находится в руинированном состоянии.
Ансамбль усадьбы Батыево (последняя треть XVIII — начало XIX века) — включает главный дом усадьбы графа И. И. Воронцова и парк.
Селище «Филисово» (XI—XIV века) — объект археологического наследия.